# Åslög E. Dahl
Åslög (Aslog) E. Dahl (Suecia, 17 de marzo de 1955 -) es un botánico sueco que desarrolla actividades académicas en el Departamento de Ciencias Ambientales y Vegetales de la Universidad de Gotemburgo.

## Abreviatura en botánica
- La abreviatura «A.E.Dahl o Å.E.Dahl» se emplea para indicar a Åslög E. Dahl como autoridad en la descripción y clasificación científica de los vegetales.[2]